# Udeterus buquetii
Udeterus buquetii är en skalbaggsart som först beskrevs av Thomson 1857.  Udeterus buquetii ingår i släktet Udeterus och familjen långhorningar. Inga underarter finns listade i Catalogue of Life.